# Walking in My Shoes
«Walking in My Shoes» (en español, Caminando en mis zapatos) es el vigésimo octavo disco sencillo del grupo inglés de música electrónica Depeche Mode, el segundo desprendido de su álbum Songs of Faith and Devotion, publicado en el Reino Unido el 26 de abril de 1993.
«Walking in My Shoes» es un tema compuesto por Martin Gore que muestra mucha de la crudeza sonora del álbum y en ese sentido es uno de los más emblemáticos del mismo. Como lado B aparece el tema «My Joy» que quedó fuera del álbum Songs of Faith and Devotion, la cual es una función de rock ambiental un tanto similar a «I Feel You».
La versión de 7" de «Walking in My Shoes» no es la misma que la del álbum Songs of Faith and Devotion, el sonido se hizo más ruidoso y sucio, especialmente la percusión en los versos, y la introducción se acortó. Alcanzó el puesto 14 en el UK Singles Chart y el mismo éxito del anterior sencillo, «I Feel You», en la lista Modern Rock Tracks, donde llegó al número 1.

## Descripción
«Walking in My Shoes» es uno de los temas más roqueros de DM, sentado sobre una melodía basada como ningún otro en la guitarra eléctrica y una letra sobre tribulaciones, falta de entendimiento y un clamor por comprensión. Según reveló Martin Gore tiempo después, fue una canción difícil de llevar a cabo por el sonido que querían conseguir, sin embargo el resultado fue satisfactorio.
La letra es una de las más ásperas de DM al plantearse como una metáfora sobre pedir perdón reclamando primero comprensión pues en modo imperioso exige “Camina en mis Zapatos”, mientras habla de errores y decepción. En cuanto al tema del álbum es también del algún modo una velada diatriba contra la religión, lo cual lo vuelve uno de los ejercicios más impíos de DM, pues en una estrofa clama que “incluso el Señor se sonrojaría”, aunque para su momento ya no resultó en particular escandaloso.
Sin embargo, el tema está basado mayormente en su sonido rock con el acompañamiento electrónico muy relegado, siendo antes que nada una pieza orgánica, empezando con el teclado de Alan Wilder en una de sus notaciones más graves, acompañado con la dureza de la guitarra eléctrica y la batería acústica. El más patente efecto sintético es tras cada acorde de guitarra en que un sampler de su resonancia se sostiene y se sigue con un efecto de vacío.
Para su versión como disco sencillo la entrada se volvió más corta y se agregaron efectos sintéticos en secciones, además de que la batería suena con volumen más alto en los versos.
En su sonido pesado y sumamente rock, «Walking in My Shoes» se convertiría en uno de los temas capitales de DM, de los más representativos y uno de los más constantes en conciertos, apenas junto con «I Feel You» del mismo álbum.
El lado B «My Joy» sería un tema músico-ambiental con una letra muy reducida sobre el verdadero sentido de la vida, aunque quizás demasiado experimental y cargado en musicalización, por lo cual se quedó como verdadera rareza de DM.

## Formatos

### En disco de vinilo
7 pulgadas Mute Bong22  Walking in My Shoes
| Lado A |                       |          |  |
| N.º    | Título                | Duración |  |
| 1.     | «Walking in My Shoes» | 4:59     |  |

| Lado B |          |          |  |
| N.º    | Título   | Duración |  |
| 1.     | «My Joy» | 3:57     |  |

La versión en 7 pulgadas fue solo promocional para el Reino Unido, con lo cual fue el primer sencillo de DM que no tuvo allá disponibilidad comercial en ese formato
7 pulgadas INT 111.912 Mute Bong22  Walking in My Shoes
| Lado A |                       |          |  |
| N.º    | Título                | Duración |  |
| 1.     | «Walking in My Shoes» | 4:59     |  |

| Lado B |          |          |  |
| N.º    | Título   | Duración |  |
| 1.     | «My Joy» | 3:57     |  |

Solo para Alemania hubo edición regular en 7 pulgadas
12 pulgadas Mute 12 Bong22  Walking in My Shoes
| Lado A |                                           |          |  |
| N.º    | Título                                    | Duración |  |
| 1.     | «Walking in My Shoes» (Grungy Gonads Mix) |          |  |
| 2.     | «Walking in My Shoes» (Seven Inch Mix)    |          |  |

| Lado B |                           |          |  |
| N.º    | Título                    | Duración |  |
| 1.     | «My Joy» (Seven Inch Mix) |          |  |
| 2.     | «My Joy» (Slow Slide Mix) |          |  |

12 pulgadas Mute L12 Bong22  Walking in My Shoes
| Lado A |                                                  |          |  |
| N.º    | Título                                           | Duración |  |
| 1.     | «Walking in My Shoes» (Extended Twelve Inch Mix) |          |  |
| 2.     | «Walking in My Shoes» (Random Carpet Mix)        |          |  |

| Lado B |                                           |          |  |
| N.º    | Título                                    | Duración |  |
| 1.     | «Walking in My Shoes» (Anandamidic Mix)   |          |  |
| 2.     | «Walking in My Shoes» (Ambient Whale Mix) |          |  |

12 pulgadas Sire / Reprise 0-40852  Walking in My Shoes
| Lado A |                                                  |          |  |
| N.º    | Título                                           | Duración |  |
| 1.     | «Walking in My Shoes» (Extended Twelve Inch Mix) | 6:53     |  |
| 2.     | «Walking in My Shoes» (Random Carpet Mix)        | 6:10     |  |
| 3.     | «Walking in My Shoes» (Grungy Gonads Mix)        | 6:24     |  |

| Lado B |                                           |          |  |
| N.º    | Título                                    | Duración |  |
| 1.     | «Walking in My Shoes» (Anandamidic Mix)   | 6:11     |  |
| 2.     | «Walking in My Shoes» (Ambient Whale Mix) | 4:54     |  |
| 3.     | «My Joy» (Slow Slide Mix)                 | 5:12     |  |

### En CD
| Mute CD Bong22 Walking in My Shoes |                                           |          |  |
| N.º                                | Título                                    | Duración |  |
| 1.                                 | «Walking in My Shoes» (Seven Inch Mix)    | 5:00     |  |
| 2.                                 | «Walking in My Shoes» (Grungy Gonads Mix) | 6:24     |  |
| 3.                                 | «My Joy» (Seven Inch Mix)                 | 3:58     |  |
| 4.                                 | «My Joy» (Slow Slide Mix)                 | 5:11     |  |

| Mute LCD Bong22 Walking in My Shoes |                                                  |          |  |
| N.º                                 | Título                                           | Duración |  |
| 1.                                  | «Walking in My Shoes» (Extended Twelve Inch Mix) | 6:54     |  |
| 2.                                  | «Walking in My Shoes» (Random Carpet Mix)        | 6:36     |  |
| 3.                                  | «Walking in My Shoes» (Anandamidic Mix)          | 6:12     |  |
| 4.                                  | «Walking in My Shoes» (Ambient Whale Mix)        | 4:54     |  |

| CD Sire / Reprise 18506 Walking in My Shoes |                                    |          |  |
| N.º                                         | Título                             | Duración |  |
| 1.                                          | «Walking in My Shoes» (Single Mix) | 4:59     |  |
| 2.                                          | «My Joy» (Single Mix)              | 3:57     |  |

| CD Sire / Reprise 9 40852-2 Walking in My Shoes |                                                  |          |  |
| N.º                                             | Título                                           | Duración |  |
| 1.                                              | «Walking in My Shoes» (Single Mix)               | 4:59     |  |
| 2.                                              | «Walking in My Shoes» (Grungy Gonads Mix)        | 6:24     |  |
| 3.                                              | «Walking in My Shoes» (Random Carpet Mix)        | 6:10     |  |
| 4.                                              | «My Joy» (Slow Slide Mix)                        | 5:12     |  |
| 5.                                              | «Walking in My Shoes» (Extended Twelve Inch Mix) | 6:53     |  |
| 6.                                              | «Walking in My Shoes» (Anandamidic Mix)          | 6:11     |  |
| 7.                                              | «My Joy» (Seven Inch Mix)                        | 3:58     |  |
| 8.                                              | «Walking in My Shoes» (Ambient Whale Mix)        | 4:54     |  |

La versión completa del "Random Carpet Mix" apareció oficialmente en Remixes 81-04 de 2004
CD 2004
Realizado para la colección The Singles Boxes 1-6 de ese año.
| Mute CD Bong22X Walking in My Shoes |                                                  |          |  |
| N.º                                 | Título                                           | Duración |  |
| 1.                                  | «Walking in My Shoes» (Seven Inch Mix)           | 4:59     |  |
| 2.                                  | «My Joy» (Seven Inch Mix)                        | 3:57     |  |
| 3.                                  | «Walking in My Shoes» (Grungy Gonads Mix)        | 6:22     |  |
| 4.                                  | «My Joy» (Slow Slide Mix)                        | 5:11     |  |
| 5.                                  | «Walking in My Shoes» (Extended Twelve Inch Mix) | 6:52     |  |
| 6.                                  | «Walking in My Shoes» (Random Carpet Mix)        | 6:35     |  |
| 7.                                  | «Walking in My Shoes» (Anandamidic Mix)          | 6:11     |  |
| 8.                                  | «Walking in My Shoes» (Ambient Whale Mix)        | 4:56     |  |

## Vídeo promocional
El de «Walking in My Shoes» fue dirigido por Anton Corbijn.
El vídeo de Corbijn, a diferencia de varios de los realizados para DM, está inspirado en la Divina comedia de Dante Alighieri, haciendo una extrañísima analogía sobre el amor incondicional basado sobre todo en mostrar a personas feas y con un físico lejos de ser privilegiado vestidos como monjes y monjas por el tema del álbum, concretando el director su peculiar modo de visualizar las líricas de Martin Gore, pues el tema trata de tribulaciones y dificultades, siendo ésta una rara historia sobre lo difícil que es establecer una relación de pareja, así como del amor verdadero por alguien aun cuando su físico no sea agraciado, incluso en escenas separadas Alan Wilder, Martin Gore y Andrew Fletcher aparecen pegados a la cámara simulando deformidad facial.
Para el vídeo Corbijn diseñó además unas bizarras máscaras muy grandes con forma de cabeza de pájaros y con un prominente pico que portan los protagonistas sobresaliendo de tal modo por su tamaño solo las grandes máscaras, las cuales se volverían fundamentales para la promoción del álbum. Uno de estos “pájaros” aparece en la portada del sencillo en penumbras con el único ojo visible encendido.
Una de las imágenes más dantescas, valga, del vídeo es aquella en donde un par de los actores con las máscaras de pájaros aparecen patinando bailando siendo ésta la escena de “amor puro”, de hecho es así que concluye el vídeo, mientras David Gahan como verdadero protagonista del corto es una suerte de Cristo roquero ataviado de manera hedonista.
En una escena del vídeo Martin Gore, Alan Wilder y Andrew Fletcher aparecen en unas sillas, y a la siguiente toma cada uno tiene sobre las piernas una chica desnuda en una referencia al sexo implícito en cada relación. La escena fue censurada para su corrida comercial en el canal MTV de los Estados Unidos, así que del vídeo se considera que existen dos versiones.
El video se incluye en la colección The Videos 86>98 de 1998, en el Devotional DVD de 2004, en The Best of Depeche Mode Volume 1 de 2006 en su edición en DVD y en Video Singles Collection de 2016.
Adicional y curiosamente, Walking in My Shoes es uno de los temas que de manera más frecuente ha tenido proyecciones en concierto para las giras de DM. Así desde el correspondiente Devotional Tour y el Exotic Tour, Corbijn dirigió una proyección en donde en las diferentes pantallas del concierto aparecía a diferentes tiempos uno de los “pájaros” del concepto visual del tema y solo se quedaba de pie posando, simulando de tal modo ser varios.
En la gira The Singles Tour los tres miembros restantes de DM, tras la salida de Alan Wilder del grupo, aparecían en una proyección vestidos como diferentes personajes de la cultura contemporánea artística haciendo exageradas pantomimas, en sus palabras “caminando en sus zapatos”. Para la gira Touring the Angel también tuvo proyección.
En la gira Tour of the Universe, Corbijn realizó una senda proyección en la cual aparece un cuervo en un paisaje desértico posándose sobre una piedra mientras en la esfera común a todas las proyecciones de esa gira se ve una ampliación del ojo del animal. Para la serie de conciertos Recording the Universe todos los discos tienen la misma portada con una foto del grupo en el escenario justamente con esa proyección de fondo.
Para la gira Global Spirit Tour, Corbijn realizó una nueva proyección en la que se deleznó la figura del pájaro, cambiándola por un cortometraje en la que aparecía un hombre transgénero, desde el momento en que está acostado, se sentaba ante un tocador para trasvestirse hasta el momento en que salía a la calle con tacones altos; caminando sobre esos zapatos.

## En directo
«Walking in My Shoes» ha sido de los pocos temas de DM que desde su publicación se tocara en cada concierto de cada gira, volviéndose uno de los más emblemáticos apenas junto con los apoteósicos Never Let Me Down Again, Enjoy the Silence y Personal Jesus, sin embargo hasta 2013 en el Delta Machine Tour del álbum Delta Machine se rotó con el tema In Your Room perdiendo el récord; para la gira Global Spirit Tour apareció en todas las fechas y posteriormente durante todo el Memento Mori World Tour.
La interpretación se ha hecho básicamente casi siempre como aparece en el álbum, sin excesivos cambios ni arreglos, excepto que en algunas ocasiones se hace una suave entrada basada en un sampler de la grave guitarra, mientras después del segundo coro el puente se realiza con un solo de guitarra en el cual Martin Gore utiliza un E bow, siendo de tal modo una de las funciones más rock en los conciertos de DM, así como de las más largas.
Cabe destacar que durante las giras Devotional Tour y Exotic Tour, las correspondientes al álbum donde se contiene y por tanto de su presentación, la interpretación era más sentada hacia una forma electro-orgánica, con una mezcla de sintetizador y guitarra eléctrica, evidentemente por la presencia de Alan Wilder, quien preparaba hasta esa época los conciertos. Tras la salida de este, el tema se ejecuta por DM en una forma más rock, con un sonido algo más agresivo, acercándola a ser un tema casi metal en los conciertos, con sonoros solos de guitarra y una batería acústica más contundente. Para el Global Spirit Tour se incorporaron elementos de su versión Random Carpet Mix y resultó en una interpretación particularmente larga, de más de ocho minutos; para su reaparición en el Memento Mori World Tour fue en una versión también con los mismos elementos.

## Versiones
La canción fue hecha cover por la banda de grunge canadiense, Finger Eleven y  en el 2000 fue colocado en su álbum The Greyest of Blue Skies.

## Lista de posiciones
| Lista (1993)                    | Mejor posición |
| ------------------------------- | -------------- |
| Australian Singles Chart        | 74             |
| Austrian Singles Chart          | 29             |
| Dutch Singles Chart             | 36             |
| French Singles Chart            | 23             |
| German Singles Chart            | 14             |
| Italian Singles Chart           | 9              |
| Swedish Singles Chart           | 8              |
| Swiss Singles Chart             | 26             |
| UK Singles Chart                | 14             |
| US Billboard Hot 100            | 69             |
| US Billboard Modern Rock Tracks | 1              |